# Itziarren Semeak
Itziarren Semeak és un grup de ska punk, neofolk i reggae basc, originari de Mungia (Biscaia).

## Biografia
Itziarren Semeak es va formar el 2006 a Mungia, una vila situada al nord de Bilbao. Llur nom col·lectiu, que significa «els fills d'Itziar», prové d'una cançó del grup de música basca tradicional Pantxoa eta Peio que ret homenatge a Andoni Arrizabalaga, un militant basc arrestat i torturat per la policia franquista els anys 60.
Els músics d'Itziarren Semeak es reivindiquen com a descendents del moviment rock radical basc i són afins a l'esquerra abertzale. Musicalment, Itziarren Semeak toca un ska rock festiu amb nombroses inspiracions, entre les quals destaquen Betagarri o fins i tot Ska-P.
El quart àlbum del grup, Revolta!, representa un salt qualitatiu en comparació amb els anteriors. S'ha vist beneficiat de la producció musical de Kaki Arkarazo. Presenta influències de l'Europa de l'Est i de la Mediterrània. El títol de l'àlbum mateix fa referència a la Revolta permanent de Lluís Llach.

## Concerts
D'ençà que va ser creat, Itziarren Semeak ha fet més de 300 concerts al País Basc i a altres municipis de la península, com ara Barcelona, Marinaleda i Chiclana de la Frontera (Andalusia) i Madrid (al barri de Vallecas) el 2014. Així mateix, han tocat a Londres (al barri de Brixton) el 2012, a Irlande el 2013 i el 2015, a Anglaterra, a Escòcia i a Alemanya el 2016. El grup va visitar Cuba el 2012 i l'Argentina i Xile el 2014.

## Membres

### Membres actuals
- Ibon Altuna: cantant
- Manex Altuna: guitarra, cantant
- Alain Egiguren: bateria, percussió[4]
- Jebi Job: baix
- Ivan Zapata: saxofon
- John Caiman: trombó

### Exmembres
- Irkus Altuna (2006-2014): saxofon[4]
- Asier Caldas (2006-2013): trompeta[4]
- Unai Bergara: bateria